# Otevřené vyučování
Pojem otevřené vyučování se začal objevovat v zahraničí v 70. letech minulého století k označení metod, které vnesly nové prvky do tradičních postupů školní práce. Navazuje na myšlenky reformních pedagogických směrů z počátku 20. století, reprezentovaných jmény jako např. Maria Montessori, Célestin Freinet, P. Petersen, John Dewey a další.
Dřívější vzdělávání se od svého vzniku v 17. století vyznačovalo uzavřeností vůči vnějším podnětům. Nebylo zvykem reagovat na praktické potřeby denního života. Vzdělávání bylo chápáno jako předávání vědomostí, vyznačovalo se encyklopedičností, preferovány byly hlavně akademické znalosti. Tradiční herbartovská škola používala převážně dril, mechanické pamětní učení, nerespektovala všechny stránky osobnosti žáka, ani nedoceňovala schopnost tvořivého přístupu učitele. Takováto výchova sice dosáhne měřitelných výsledků, avšak nepodporuje samostatné myšlení, utvrzuje slepou poslušnost, vztah učitele a žáka jednostranně podřízený. Školy však byly nuceny reagovat na měnící se požadavky praxe – nutnost využití lidské tvořivosti, aktivity, samostatnosti, podnikavosti, a také zespolečenšťování světa práce. Pro rozvoj demokracie jsou nutné formy otevřené, které využívají sociálně integrativní výchovné styly.
Otevřené vyučování je tedy soubor principů školní práce, které je třeba aplikovat na konkrétní podmínky. Celkově jde o zásadní změnu pedagogického postoje vůči žákům. Škola se otevírá jak žákům (otevírání vyučování), tak i rodičům (otevírání školy navenek). Typické je, že se poznatky více integrují. Zaniká tím hranice mezi tradičními vyučovacími hodinami, rozvrh hodin je nahrazen tzv. rozvrhem činností. Učitel samozřejmě určitý čas vysvětluje a předvádí. K pochopení a dobrému zažití látky je však oproti klasickému pojetí školy dán žákům velký prostor pro samostatnou práci. Mění se role vyučujícího – kontroluje sice učení žáků, neřídí však jejich každý krok. Žáci mají na každý týden připravené plány, podle kterých ve vymezeném čase pracují (tzv. volná práce). Aby tyto změny mohly proběhnout, je nutné i vhodně upravit třídu (učebnu). Důraz je kladen také na rozvoj sociálních vztahů a rozvoj třídního společenství. Významnou roli hraje vzájemná komunikace.
Na české území otevřené vyučování v době svého vzniku neproniklo, protože když se v západních zemích rozvíjelo, docházelo zde k opačnému procesu – probíhala normalizace a utužování komunistického režimu. Otevření vyučování a školy bylo do roku 1989 nemyslitelné. Po zahájení kurikulární reformy ve 2. polovině devadesátých let 20. století se prvky otevřeného vyučování stále častěji v našich školách (zejména na prvním stupni) objevují. Příznivě působí možnost vytvořit svůj školní vzdělávací program akceptující koncepci otevřeného vyučování.

## Prvky otevřeného vyučování

### Úprava třídy
Pro efektivní realizaci je nutné upravit třídu (učebnu) – nemůže mít klasické uspořádání. Ve třídě pro otevřené vyučování se žáci mohou volně pohybovat, mají možnost volně pracovat s různými materiály a pomůckami, stávají se nezávislí na učiteli. Třídu je vhodné rozčlenit, je dobré integrovat i odpočinkový koutek a místo, kde by se daly provozovat pohybové aktivity a sezení v kruhu – nejlépe na koberci. Uspořádání stolků musí být takové, aby podporovalo vzájemnou komunikaci a spolupráci. Učení lépe probíhá při společné práci než v konkurenčním prostředí. Spojením dvou stolků k sobě vznikne základní skupina pro práci. V dnešní době by v každé třídě neměl chybět počítač.

### Volná práce
Na rozdíl od tradičního vyučování, kde je žákům vymezen jen omezený čas pro samostatnou nebo skupinovou práci, je v otevřeném vyučování poskytnuto samostatné práci žáků mnohem více času. V rozvrhu činností je tomu vymezen prostor označený jako „volná práce“. Žáci plní úkoly vyplývající z jejich týdenních plánů. Často se mohou rozhodnout pro některou z aktivit. Na některých úlohách může pracovat více žáků společně. Děti berou učení do svých rukou, jsou vychovávány k samostatnosti a schopnosti aktivně si vyhledávat činnost. Učení tak přestane být donucováním ze strany učitele, stane se zájmem a potřebou žáků. Volná práce klade na učitele jiné požadavky než při tradičním pojetí výuky – z učitele se stává rádce, konzultant a inspirátor.

### Kruh
Při tomto uspořádání je učitel součástí kruhu (kruhové uspořádání židliček, sezení na zemi v kruhu, sezení kolem stolu apod.). Rozhovorem v kruhu se plní určité cíle komunikační výchovy v jazykové oblasti standardu vzdělávání.
Uspořádání do kruhu znamená, že mezi všemi panuje rovnost, že se jedná o společenství a že se v danou chvíli probírá pouze jedno téma. Rozhovor v kruhu je v otevřeném vyučování velice důležitý, protože volná výuka probíhá s jednotlivci, s dvojicemi nebo se skupinou – v kruhu se sejde celá třída pohromadě. Kruh může být zařazen do vyučování každý den, ale není to podmínka. Pokud tomu ale tak bude, neměl by se uchýlit ke stereotypu, ale stále se inovovat.
Kruh lze využít k rozhovoru, sdělování svých pocitů, diskusi, prezentaci práce žáků, plánování i hrám.

### Druhy kruhu

#### Výukový kruh
V tomto druhu má učitel vedoucí funkci a vede komunikace ke vzdělávacímu cíli. Dále uděluje slovo žákům a žádá o názor či odpověď daného žáka.
Tento druh výuky podporuje lepší komunikaci „tváří v tvář“, která podněcuje lepší zapojení žáků.

#### Diskuzní kruh
V diskuzním kruhu má učitel roli moderátora diskuze, jejíž téma nemusí být „výukové“. Dá se říci, že se téma může týkat čehokoli (události ve třídě, ve světě, apod.). Diskuzní kruh má přínos ve zlepšení komunikace žáků, ve schopnostech diskutovat, předkládat argumenty a předkládat svoje názory.

#### Komunitní kruh
Cílem komunitního kruhu je vytváření vztahů, soudržnosti mezi žáky, rozvoj emocionality a vytváření příznivého sociálního klimatu ve třídě. Nutnou podmínkou této metody je vytvoření pocitu bezpečí u jednotlivých žáků, kteří se ho zúčastní. Komunitní kruh má i určitá svá pravidla- pravidlo naslouchání, právo nemluvit, pravidlo úcty a pravidlo diskrétnosti.
- Pravidlo naslouchání- Možnost mluvit má vždy jen ten žák, který drží v rukách nějaký předmět, který je předem určený jako symbol pro vyjádření svého názoru (kamínek, …). Ostatní v kruhu musí jen naslouchat tomu, co daný žák říká a nesmí jeho názor ani nijak komentovat. Toto pravidlo platí jak pro žáky, tak pro učitele.

- Právo nemluvit- Toto právo se vztahuje na člena kruhu, který dostal do svých rukou daný předmět, čili mu bylo předáno slovo, ale on se nechce k dané věci vyjádřit. V tu chvíli má možnost beze slova předmět předat dalšímu člověku. Tento proces má za úkol naučit žáky, že mají možnost odmítnutí a rozhodování se sami o sobě.
- Pravidlo úcty- Pravidlo úcty se vztahuje na to, že nikdo nikoho nekritizuje, nikomu se nevysmívá, o nikom nemluví nepěkně. V komunitním kruhu se přímo nereaguje na to, co kdo řekl, neřeší se konkrétní problémy ve třídě.
- Pravidlo diskrétnosti- Toto pravidlo je důležité pro to, aby se žák nebál svůj názor vyjádřit a neměl obavy, že se tento jeho názor stane veřejným tajemstvím. Žák po rozpuštění kruhu nesmí při sdělování názoru použít jméno spolužáka, který daný názor vyslovil.

## Postup při plánování
Před zahájením školního roku zpracujeme přibližně rozvržení učiva na celý školní rok. Při sestavování zohledňujeme používané učebnice a další materiály. Podrobněji si naplánujeme výuku na první čtyři týdny, tzn. sestavíme čtyři podrobnější týdenní programy na září. Dále připravíme rámcové programy na devět zbývajících měsíců (říjen – červen).
Na konci září vyhodnotíme, jak se dařilo programy splnit. Podle dosažených výsledků sestavíme další podrobnější týdenní programy nejdéle na jeden měsíc. Tímto způsobem postupujeme až do konce školního roku.
Plány je po určitých korekcích možné používat i v následujících letech, čímž se čas potřebný k plánování zkrátí a vyučující se může věnovat přípravě dalších materiálů.

### Týdenní plán
Týdenní plán je seznam úkolů, které má žák splnit. Připravuje ho učitel, ve vyšších třídách se na jeho přípravě mohou podílet i žáci. Je to program pro volnou práci žáků. Každý žák obdrží papír, kde má úkoly z různých oblastí (oborů). Sám si může určit postup zpracování, tempo i formu (zda chce pracovat sám, ve dvojici, ve skupině).
Při tvorbě týdenního plánu se předpokládá individuální přístup učitele k výuce a na individuální rozvoj každého žáka. Proto týdenní plán musí být sestaven tak, aby respektoval právě probírané učivo, používané pomůcky, všechny okolnosti práce v konkrétní třídě a škole.
Týdenní plán umožní učiteli vnitřně diferencovat třídu prostřednictvím úkolů, které zohlední individuální učební předpoklady jednotlivých žáků. Může se věnovat více těm, kteří mají problémy s učivem či motivací. Žákovi je umožněno využít svého zájmu k soustředěné práci, stát se nezávislým na učiteli, využít nabídky spolupráce se spolužáky. Úkoly si může kontrolovat sám nebo ve spolupráci s ostatními.
Týdenní plán obsahuje povinné úkoly, které jsou pro všechny závazné (vybrané z kmenového učiva), nabídkové úkoly, které se zpravidla vztahují k povinným úkolům – upevňují a rozšiřují základ, a dodatkové úkoly, které zohledňují zájmy a přání žáka – nemusejí být obsahově spojeny s povinnými nebo nabídkovými úkoly.

### Kontrola plnění týdenního plánu
Je důležité, aby práce žáka byla překontrolována bezprostředně po jejím dokončení, aby žák poznal chyby, kterých se dopustil a tyto chyby si mohl hned opravit. Kontrola může probíhat ve třech úrovních. Část úkolů si žák kontroluje sám, podle pravidel však nesmí opisovat výsledky. Není třeba bát se chyb (nejsou použity k hodnocení). Dále může kontrolu provést spolužák. Třetí možnost je, že kontrolu provede učitel, který se i touto cestou přesvědčuje o učebním vývoji každého žáka.
Na konci týdne je vhodné zařadit diskusi v kruhu, kde se mohou žáci k týdennímu plánu vyjádřit. Zhodnotí, které úkoly a proč byly těžké, nudné, mohou dávat i návrhy k plánu pro dodatkové úkoly.
Na konci týdne učitel rovněž prohlédne všechny týdenní plány a poznamená do nich své vyjádření (pochvala, připomínky apod.) Každý žák musí vědět, jak se mu úkoly týdenního plánu podařilo splnit, kde udělal chyby a čemu má v následujícím týdnu ještě věnovat pozornost.

## Hodnocení
Zejména na prvním stupni základní školy se upouští od kvantitativního hodnocení formou známek – to je nahrazeno kvalitativním širším slovním hodnocením. Jeho účelem je ocenit výkon žáka vzhledem k jeho schopnostem a předešlým výkonům. Důležité je kontrolovat plnění úkolů, které musí vést k odstranění případných chyb, nikoliv pouze k jejich registrování či využití pro hodnocení. Chyb je třeba v procesu učení žáky využít, ne je trestat. Slovní hodnocení má diagnostický charakter, kromě ocenění žáka, jeho kladů a záporů, musí navrhovat i další postup v učení.